# مارتن إي. سيغال
مارتن إي. سيغال (بالإنجليزية: Martin E. Segal)‏ هو شخصية أعمال أمريكي، ولد في 4 يوليو 1916 في فيتيبسك في بيلاروس، وتوفي في 5 أغسطس 2012 في مانهاتن في الولايات المتحدة.

## وصلات خارجية
- مارتن إي. سيغال على موقع قاعدة بيانات برودواي على الإنترنت (الإنجليزية)